# Matteo Pelucchi
Matteo Pelucchi est un coureur cycliste italien né le 21 janvier 1989 à Giussano, professionnel de 2011 à 2021.

## Carrière cycliste
Matteo Pelucchi commence le sport cycliste à l'âge de 8 ans. Il obtient ses premiers succès sur piste en 2007. Victorieux des championnats d'Italie de cyclisme sur piste juniors dans les épreuves du kilomètre et du keirin, il est également deuxième de la vitesse. Aux mondiaux, il obtient le bronze lors du keirin. Il court en 2010 dans l'équipe italienne Trevigiani Dynamon Bottoli en amateur.
Le 1er juin 2010, sa fiancée Marina Romoli avec qui, il s'entraîne est victime d'un grave accident dans la province de Lecco. Lors d'une sortie elle est percutée par un véhicule et devient paraplégique,. Le couple se sépare en 2014.
Il passe professionnel en 2011 au sein de l'équipe Geox-TMC. En février, il termine quatrième d'une étape du Tour d'Oman. Il décroche quelques jours plus tard sa première victoire professionnelle au sprint lors de la Clásica de Almería, qui est également la première de l'année pour son équipe. Il est victime d'une mononucléose dans la suite de la saison. En novembre 2011, il rejoint l'équipe de Jean-René Bernaudeau, Europcar, pour une saison.
Il commence l'année 2012 en terminant dixième du Trofeo Palma et troisième du Trofeo Migjorn. Après plusieurs places dans les dix premiers sur le Tour de Langkawi puis le Tour de Turquie, Pelucchi remporte sa première victoire dans un sprint de l'année en mai lors de la dernière étape des Quatre Jours de Dunkerque en prenant le meilleur sur John Degenkolb dans les derniers mètres de la course. Un mois plus tard, Pelucchi gagne sa deuxième course de la saison au sprint lors de la troisième étape de la Ronde de l'Oise. Au mois de septembre, Pelucchi est annoncé dans l'équipe IAM pour 2013.
Au mois d'octobre 2016, il signe un contrat en faveur de l'équipe allemande Bora-Hansgrohe.
Équipier de Giacomo Nizzolo au sein de Qhubeka Assos, Pelucchi arrête sa carrière en fin d'année 2021.
N'ayant pas d'idole particulière, Pelucchi déclare cependant avoir une course préférée, en l'occurrence Milan-San Remo,.

## Palmarès sur route

### Palmarès amateur
- 2005
  - 3e de la Coppa d'Oro
- 2008
  - Trophée Lampre
  - 2e du Grand Prix de Roncolevà
  - 3e du Mémorial Vincenzo Mantovani
  - 3e de la Coppa Città di Bozzolo
- 2009
  - Circuito di Sant'Urbano
  - Medaglia d'Oro Città di Monza
  - Memorial Carlo Tono e Denis Zanette
  - Coppa San Biagio
  - 2e étape du Tour de Tenerife (contre-la-montre par équipes)
  - 100km di Nuvolato
  - 2e de la Coppa San Bernardino
  - 2e de la Coppa Città di Melzo
  - 2e de la Coppa Ardigò
  - 2e de l'Alta Padovana Tour
  - 3e du Trofeo Comune di Acquanegra sul Chiese
- 2010
  - Circuito del Termen
  - Trofeo Papà Cervi
  - 100km di Nuvolato
  - Coppa Città di Bozzolo
  - Coppa San Vito
  - 2e du Circuito Guazzorese
  - 3e du Mémorial Polese
  - 3e du Gran Premio della Possenta
  - 3e du Gran Premio Sannazzaro

### Palmarès professionnel
| - 2011 - Clásica de Almería - 2012 - 5e étape des Quatre Jours de Dunkerque - 3e étape de la Ronde de l'Oise - 3e du Trofeo Migjorn - 2013 - 1re étape du Circuit de la Sarthe - 2e de la ProRace Berlin - 2014 - 2e étape de Tirreno-Adriatico - 2e étape du Tour de Burgos - 2e du Grand Prix de Denain | - 2015 - Trofeo Santanyí-Ses Salines-Campos - Trofeo Playa de Palma-Palma - 2e et 3e étapes du Tour de Pologne - 2017 - 2e du Trofeo Playa de Palma - 2018 - 3e étape du Tour de Slovaquie - 2019 - 5e et 6e étapes du Tour de Langkawi - 3e étape du Tour d'Aragon - 3e étape du Tour Poitou-Charentes en Nouvelle-Aquitaine - 2e et 4e étapes du Tour du lac Taihu |  |

### Résultats sur les grands tours

#### Tour d'Italie
3 participations
- 2015 : abandon (10e étape)
- 2016 : hors-délais (6e étape)
- 2017 : hors-délais (10e étape)

#### Tour d'Espagne
2 participations
- 2014 : abandon (15e étape)
- 2015 : abandon (2e étape)

### Classements mondiaux
| Année                                 | 2011 | 2012 | 2013 | 2014 | 2015 | 2016  | 2017 | 2018 | 2019 | 2020  | 2021 |
| ------------------------------------- | ---- | ---- | ---- | ---- | ---- | ----- | ---- | ---- | ---- | ----- | ---- |
| UCI World Tour                        |      |      |      |      | 123e | nc    | 359e | nc   |      |       |      |
| Classement mondial                    |      |      |      |      |      | 1533e | 335e | 491e | 525e | 1289e | nc   |
| UCI Europe Tour                       | 175e | 92e  | 41e  | 121e |      | 1032e | 174e | 295e | 403e | 986e  | nc   |
| UCI Asia Tour                         | 285e | 139e | nc   | 312e |      | nc    | nc   | nc   |      |       |      |
| UCI America Tour                      | 236e | nc   | nc   | nc   |      | nc    | nc   | 317e |      |       |      |
|                                       |      |      |      |      |      |       |      |      |      |       |      |
| Légende : nc = non classéSource : UCI |      |      |      |      |      |       |      |      |      |       |      |

## Palmarès sur piste

### Championnats du monde juniors
- Aguascalientes 2007
  -  Médaillé de bronze du  keirin

### Championnats nationaux
- 2006
  -  Champion d'Italie du keirin juniors
  - 2e du championnat d'Italie de vitesse par équipes juniors
- 2007
  -  Champion d'Italie du kilomètre juniors
  -  Champion d'Italie du keirin juniors
  - 2e du championnat d'Italie de vitesse juniors
  - 2e du championnat d'Italie de l'américaine juniors
- 2008
  - 3e du championnat d'Italie du kilomètre
- 2010
  - 3e du championnat d'Italie du scratch